# 珠海公交86路线
珠海公交86路线，是中华人民共和国广东省珠海市的一条公共汽车路线，往来南屏科技园及长隆。

## 历史
- 2013年3月11日，为满足横琴居民不断增长的出行需求，特此开通此线路，线路走向为“南屏科技园—横琴”。这是继2001年开通15、2004年开通16、2009年延伸82后，第四条往返南屏科技园的线路。实施无人售票，收费人民币2元。[3]
- 2013年11月16日，本线路首末站由“横琴”延长至“长隆”；延伸后，往“长隆”方向在“银鑫花园”和“横琴口岸广场”之间双向增设“港澳大道路口”站，在“粗沙环”站后增设“环岛东路南”、“横琴客运码头”（原“横琴”总站外的公交站）、“长隆大道东”、“长隆”（首末站）。同时，将“横琴口岸”西侧站与“横琴口岸临时站”合并为一对站并更名为“横琴口岸广场”；将“澳门大学”更名为“澳大横琴校区”；取消“横琴”总站。[4]
- 2014年5月30日，本线路往“长隆”方向调整绕行红旗村，在“环岛东路南”与“长隆大道东”之间增设“横琴”单边站，撤消停靠“横琴客运码头”站，返程不变。
- 2014年10月30日，在“北大希望之星”与“南湾南路南”之间增设“国际会展中心”双边站。
- 2017年2月23日，受环岛东路城轨工程建设封闭施工影响，该线路往长隆方向临时取消“港澳大道路口”、“横琴口岸广场”两个站点。
- 2018年1月11日，由于“南屏”东侧站距离珠海大道路口过近，公交车出站后变道左转困难，存在较大安全隐患，因此调整86、K8路往南屏街口方向单边取消停靠“南屏”站；返程（往横琴、拱北方向）站点不变。
- 2018年4月19日，本线路的广通GTQ6107N4GJ5更换为原30路的宇通ZK6100HNGA9。
- 2018年7月20日，受南屏屏东四路下穿隧道实施单向通行的交通管制影响，本线路往长隆方向：经“攀云购物公园”后，改行屏北二路、南湾北路，接回“南屏”站后按原线运行。单向取消“屏东六路”、“屏北一路东”、“南屏水库”、“公交柏宁”、“南屏中学”、“南泉路口（香洲第二医院）”、“南屏街口”等站点；单向增停“科技新村”、“南泰明湾”、“农民新村”、“南屏大桥”站。返程不变。
- 2018年9月20日，本线路其中两部单班车更换为广客GTZ6129BEVB2；10月22日广客GTZ6129BEVB2更换为广客GTZ6129BEVB1。
- 2018年11月12日，本线路广通GTQ6117N4GJ5、广通GTQ6108N5GJ5配车更换为宇通ZK6100HNGA9。
- 2018年11月18日，珠海市实行全城公交统一一票制1元，本线路票价由空调车2元调整为空调车1元。
- 2018年11月19日，因横琴新区环岛东路立交工程建设需要，施工单位将全封闭港澳大道（环岛东路路口至都会道路口段）、濠江路（环岛东路路口至琴海东路路口段）。本线路经“银鑫花园”站后，改直行环岛东路接回“澳大横琴校区”站。返程同途。双向取消“横琴口岸”站。
- 2019年11月9日，临时调整本线路路往横琴方向的运行路线，单向临时取消“南屏大桥”站，单向临时增停“丰华路西”南侧站。返程维持不变。
- 2019年11月28日，本线路配车除广客GTZ6129BEVB1外更换为广通GTQ6111BEVBT20纯电动客车，配车增加至14台。
- 2020年4月19日，本线路广客GTZ6129BEVB1配车更换为广通GTQ6111BEVBT20。
- 2020年8月8日，本线路往长隆方向经“银鑫花园”站后，调整行驶横琴新口岸高架桥、福临道、濠江路（上高架桥）、环岛东路，接回“横琴新家园”站后按原线运行；增停“横琴口岸东”站；取消“濠江路口”站（原“澳大横琴校区”更名）。往市区方向经“濠江路口”（原“澳大横琴校区”更名）站后，调整行驶环岛东路、横琴新口岸道路、环岛东路，接回“银鑫花园”站后按原线运行；增停“横琴口岸”站（停靠2、3号站台）。

## 服务时间及班次
- 南屏科技园开：06:30-20:30；每15分钟一班。
- 长隆开：06:30-22:00；每17-18分钟一班。

## 收費
- 全程收费：人民币1元。

- 实收车资因缴付车资方式而异，计算方式为“实收车资=应付车资×缴付车资方式对应之车资折扣”，具体如下：

| 缴付车资方式                                         | 车资折扣 |
| ---------------------------------------------------- | -------- |
| 现金                                                 | 100%     |
| 珠海公交通达卡 （普通卡、月刷卡累计100次后之学生卡） | 90%      |
| 珠海公交通达卡 (学生卡（月刷卡累计100次内）)         | 60%      |
| 珠海公交通达卡 (老人卡（本市户籍）)                  | 0%       |
| 珠海公交通达卡 (老人卡（非本市户籍）)                | 50%      |
| 珠海公交通达卡 (残疾人卡（非盲人）)                  | 50%      |
| 珠海公交通达卡 (残疾人卡（盲人）)                    | 0%       |
| 中山通                                               | 90%      |
| 岭南通                                               | 100%     |

## 車站列表（尚未更新）
| 长隆方向 | 长隆方向     | 长隆方向 | 南屏科技园方向 | 南屏科技园方向 | 南屏科技园方向 |
| -------- | ------------ | -------- | -------------- | -------------- | -------------- |
| 車站     | 車站名稱     | 位置     | 車站           | 車站名稱       | 位置           |
| 1        | 南屏科技园   | 屏北二路 | 1              | 长隆           | 长隆大道       |
| 2        | 天威科技园   | 屏北一路 | 2              | 横琴湾酒店     | 长隆大道       |
| 3        | 屏北一路西   | 屏北一路 | 3              | 长隆大道东     | 长隆大道       |
| 4        | 屏北一路中   | 屏北一路 | 4              | 横琴客运码头   | 环岛路         |
| 5        | 兴业公司     | 屏北二路 | 5              | 环岛东路南     | 环岛路         |
| 6        | 攀云购物公园 | 屏北二路 | 6              | 粗沙环         | 环岛路         |
| 7        | 屏东六路     | 屏东六路 | 7              | 横琴新家园     | 环岛路         |
| 8        | 屏北一路东   | 屏北一路 | 8              | 澳大横琴校区   | 环岛路         |
| 9        | 南屏水库     | 珠海大道 | 9              | 横琴口岸广场   | 环岛路         |
| 10       | 公交柏宁     | 珠海大道 | 10             | 横琴口岸       | 横琴口岸通道   |
| 11       | 南屏中学     | 珠海大道 | 11             | 银鑫花园       | 环岛路         |
| 12       | 南泉路口     | 珠海大道 | 12             | 环岛东路中     | 环岛路         |
| 13       | 南屏街口     | 珠海大道 | 13             | 横琴金融基地   | 环岛路         |
| 14       | 南屏         | 南湾南路 | 14             | 洋环           | 环岛路         |
| 15       | 北山工业区   | 南湾南路 | 15             | 横琴大桥南     | 环岛路         |
| 16       | 威尔科技园   | 南湾南路 | 16             | 珠海保税区     | 南湾南路       |
| 17       | 竹仙洞       | 南湾南路 | 17             | 南湾南路南     | 南湾南路       |
| 18       | 南山         | 南湾南路 | 18             | 银坑村         | 南湾南路       |
| 19       | 湾仔中学     | 南湾南路 | 19             | 南湾南路北     | 南湾南路       |
| 20       | 鸿景花园     | 南湾南路 | 20             | 湾仔旅游码头   | 南湾南路       |
| 21       | 湾仔口岸     | 南湾南路 | 21             | 湾仔           | 南湾南路       |
| 22       | 湾仔旅游码头 | 南湾南路 | 22             | 鸿景花园       | 南湾南路       |
| 23       | 南湾南路北   | 南湾南路 | 23             | 湾仔中学       | 南湾南路       |
| 24       | 银坑村       | 南湾南路 | 24             | 南山           | 南湾南路       |
| 25       | 北大希望之星 | 南湾南路 | 25             | 竹仙洞         | 南湾南路       |
| 26       | 南湾南路南   | 南湾南路 | 26             | 威尔科技园     | 南湾南路       |
| 27       | 珠海保税区   | 南湾南路 | 27             | 北山工业区     | 南湾南路       |
| 28       | 横琴大桥南   | 环岛路   | 28             | 南屏           | 南湾南路       |
| 29       | 洋环         | 环岛路   | 29             | 南屏街口       | 珠海大道       |
| 30       | 横琴金融基地 | 环岛路   | 30             | 南泉路口       | 珠海大道       |
| 31       | 环岛东路中   | 环岛路   | 31             | 南屏中学       | 珠海大道       |
| 32       | 银鑫花园     | 环岛路   | 32             | 屏东六路       | 屏东六路       |
| 33       | 港澳大道路口 | 环岛路   | 33             | 攀云购物公园   | 屏北二路       |
| 34       | 横琴口岸广场 | 环岛路   | 35             | 兴业公司       | 屏北二路       |
| 35       | 澳大横琴校区 | 环岛路   | 35             | 屏北二路中     | 屏北二路       |
| 36       | 横琴新家园   | 环岛路   | 36             | 屏北二路西     | 屏北二路       |
| 37       | 粗沙环       | 环岛路   | 37             | 南屏科技园     | 屏北二路       |
| 38       | 环岛东路南   | 环岛路   |                |                |                |
| 39       | 横琴         | 宝兴路   |                |                |                |
| 40       | 长隆大道东   | 长隆大道 |                |                |                |
| 41       | 横琴湾酒店   | 长隆大道 |                |                |                |
| 42       | 长隆         | 长隆大道 |                |                |                |

*本路线资料更新时间：2014-05-30